# Glockenpanzer

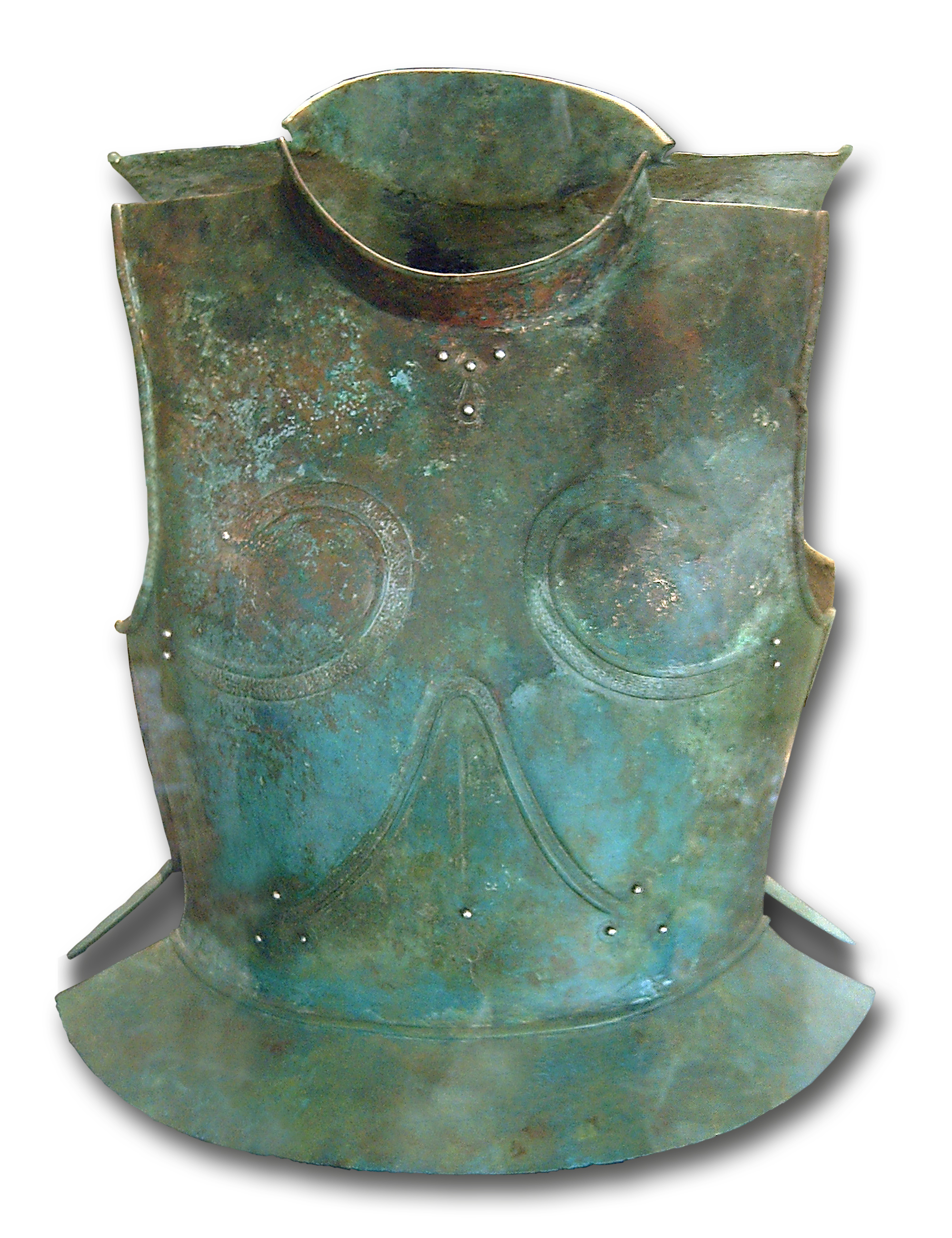
Glockenpanzer (620–580 v. Chr., M.A.N., Madrid)

Der Glockenpanzer (gr. thorax) entstand in archaischer Zeit im antiken Griechenland.

## Beschreibung
Bei dem Glockenpanzer handelt es sich um einen bronzenen Brustharnisch, der den Oberkörper und Oberbauch vollständig umschließt. Er sitzt relativ locker und ist am unteren Rand glockenförmig erweitert, um dem Träger mehr Beweglichkeit des Oberkörpers zu gewähren.
 
Ursprünglich war der Glockenpanzer glatt und nur unwesentlich der Körperkontur angepasst. Zunächst waren Glockenpanzer nahtlos verbunden, so dass man sie sich wie einen Pullover überstülpen musste. Dadurch waren sie sehr stabil, aber auch unbequem, da das ganze Gewicht von bis zu zehn Kilogramm allein auf den Schultern ruhte.

Bald wurden zweiteilige Panzer entwickelt, die an den Seiten mit Stiften und Bändern verbunden wurden. Durch stärkere Nachahmung der Körperproportionen und Verkürzung im Bauchbereich entwickelte sich daraus der Muskelpanzer.